# Ołena Sidorśka
Ołena Sidorśka (ur. 30 lipca 1994) – ukraińska lekkoatletka specjalizująca się w biegach średniodystansowych. 
W 2013 zdobyła srebrny medal w biegu na 800 metrów podczas mistrzostw Europy juniorów w Rieti. 
Medalistka mistrzostw Ukrainy.

## Osiągnięcia
| Rok  | Impreza                               | Miejsce         | Konkurencja             | Pozycja    | Wynik   |
| ---- | ------------------------------------- | --------------- | ----------------------- | ---------- | ------- |
| 2011 | Mistrzostwa świata juniorów młodszych | Lille Metropole | bieg na 800 metrów      | półfinał   | 2:07,20 |
| 2011 | Mistrzostwa świata juniorów młodszych | Lille Metropole | sztafeta szwedzka       | eliminacje | 2:13,11 |
| 2011 | Olimpijski festiwal młodzieży Europy  | Trabzon         | bieg na 800 metrów      | 1. miejsce | 2:05,26 |
| 2012 | Mistrzostwa świata juniorów           | Barcelona       | bieg na 800 metrów      | eliminacje | 2:07,52 |
| 2013 | Mistrzostwa Europy juniorów           | Rieti           | bieg na 800 metrów      | 2. miejsce | 2:01,46 |
| 2013 | Mistrzostwa Europy juniorów           | Rieti           | sztafeta 4 × 400 metrów | 4. miejsce | 3:36,31 |
| 2015 | Młodzieżowe mistrzostwa Europy        | Tallinn         | bieg na 800 metrów      | eliminacje | 2:04,88 |
| 2017 | Halowe mistrzostwa Europy             | Belgrad         | bieg na 1500 metrów     | eliminacje | 4:14,95 |

## Rekordy życiowe
- Bieg na 800 metrów (stadion) – 2:01,00 (2013)
- Bieg na 800 metrów (hala) – 2:03,73 (2012)